# Mashruuca Dibira Weyn
Mashruuca Dibira Weyn (ook: Habaas, Geelka Goojis, Geel ka Goojis) is een dorp in het uiterste westen van Somaliland, een niet-erkende staat in Noord-Somalië. Het dorp ligt in het zuiden van het District Zeila in de regio Awdal, op ca. 1 km afstand van de grens met Ethiopië.
Het dorp ligt in de bergen op de plaats waar twee kleine wadi's (de Habaas en Boogle) uitmonden in grotere Wadi Xariirad Dix Gudban. Er bevinden zich uitgebreide complexen van moestuinen en andere bewerkte velden aan de overkant van deze wadi en verder stroomafwaarts langs beide oevers, tot op enkele kilometers afstand van het dorp. Sommige van deze locaties hebben een eigen geografische plaatsaanduiding, zoals Derbi Xoorre, maar lijken niet permanent bewoond.
Dorpen in de buurt zijn Abdol Ghadar (12,3 km noordoostelijk), Jidhi (31,4 km noordoostelijk) en Caddoowe (10,7 km noordelijk).
Klimaat: Mashruuca Dibira Weyn heeft een tropisch savanneklimaat. De gemiddelde jaartemperatuur is 25,9 °C. Juni is de warmste maand, gemiddeld 30,3 °C; januari is het koelste, gemiddeld 21,2 °C. De jaarlijkse regenval bedraagt ca. 279 mm (ter vergelijking in Nederland ca. 800). Er zijn twee kleine regenseizoenen, rond april en rond augustus, maar zelfs in de naste maand (augustus) valt er minder dan 60 mm. Overigens kunnen deze cijfers van jaar tot jaar sterk fluctueren.